# せんせいのお時間
『せんせいのお時間』（せんせいのおじかん）は、ももせたまみによる日本の4コマ漫画。竹書房『まんがライフオリジナル』『まんがライフMOMO』で連載された。

## 概要
小さな女性高校教師・鈴木みかを主人公に、彼女が勤める高校の個性豊かな先生と生徒が繰り広げる、にぎやかな日常を描いた学園コメディ作品。『まんがライフオリジナル』で1997年3月号から連載されていたが、2003年6月号をもって同誌での連載を終了。新創刊された『まんがライフMOMO』の看板作品として、創刊号である2003年8月号から2013年6月号まで連載された。2006年4月号より7月号まではももせが産休に入ったため、「特別補習授業!!」として傑作選を掲載した。
メディアミックス展開をしており、ラジオたんぱ（現・ラジオNIKKEI）の番組『南央美のせんせいのお時間』の枠内で放送されていた前述の4コマ漫画を原作とするラジオドラマのタイトルでもある。また、2004年4月4日から同年6月27日までテレビ東京系列においてテレビアニメが『せんせいのお時間 DOKI DOKI SCHOOL HOURS』のタイトルで放送された。アニメ版DVDにはテレビアニメとして地上波で放送された話とは別に、オリジナル色の強い続編『せんせいのお時間 ご〜るど』（通称「ご〜るど版」）が1巻につき1話、全7話収録されている。それぞれが原作を元にしたほぼ独立したストーリーで設定もそれぞれ異なる。
2013年3月号の掲載で連載16周年を迎え、同年4月に連載終了。いわゆる「萌え系4コマ」の中で最も長く連載が続いていた作品である。
連載開始時にはコギャルなど、時代背景が分かる描写が多数出てきたが、連載が長期化したことにより、2012年時点では時代背景が分かる描写はほとんど無くなった。

## 登場人物
以下の登場人物のうち、初登場時にフルネームが設定されていたのは鈴木みか、関譲治、中山千夏の3名のみであり、連載当初流静（委員長）は名前が無く、他の人物は苗字だけであった。その後、ラジオドラマ内での公募によって「委員長」のフルネームが流静に、渡部の下の名前が匠に決定。その他のキャラクターはアニメ化の際に一括公募されてフルネームが決定した。ラジオ版では一部設定が異なり、主要生徒達は全員幼馴染という事が確認できるエピソードがある。
担当声優は特筆のない限りは、全メディア作品共通である。

### 主人公
鈴木みか（すずき みか）
声 - 南央美
本編の主人公。通称「みか・センセイ」。うお座。B型。年齢27歳。趣味は読書。
顔は童顔で丸顔な上、身長も148cmしかない幼児体型で、単行本第9巻中の身体測定において最新の身長測定器で測ったところ、1cm縮んで147cmとなったようである。その上、子供服を着ていることから小学生や中学生に間違われることもあるが、中身は27歳の大人である。興津（おきつ）高校に赴任したばかりの新米の国語教師で、2-Aの担任。2年浪人+大学院卒のため、新卒就任した時点で27歳。性格は頑固で負けず嫌いながらだらしがなくいい加減な面も持ち合わせていて、自分にあまり関係のない仕事はしたがらなかったり、なにかに誘われても億劫に感じて家から出ようとしない。国語科の教師でありながら字は自他共に認めるほど下手であり、そのことで生徒にからかわれることも多い。国語以外の教科はほとんど苦手で拒絶反応を示すことさえあるが、国語に関する質問には即座に答えたり面白かった本の魅力を20分以上も語ったりするなど、国語教師らしい一面も見せる。大の激甘党で大食いかつ大酒飲みで、おまけに身体が硬く、いつも体重増と運動不足に悩んでいる。
連載当初は部活動の顧問は担当していなかったがバレー部やバスケ部などで長期休暇中の代理顧問を経験の後、6巻で正式にバレー部への顧問へ就任（ただし指導は外部からのコーチに任せている）。部員からは「みかまる」「まる」の愛称で呼ばれている。
最近ではダジャレ好きの面が非常に強くなり、かなりの頻度でダジャレを連発しているが、全くウケずに冷めた目で見られている。
初期には心に闇を持ったり、悪巧みをする時には「ダークみか」という別人格が現れ、顔つきも邪悪なものとなっていた。全編を通して3回から4回しか今のところ出てこない希少な人格である。「クィーンみか」というバージョンもある。
「センセ」を敬称ではなく愛称として呼ばれるような先生だが、教育実習生の堀先生からは良い先生の見本とされたほか、クラスの生徒からも信頼されている。
モデルは作者の教育実習に行った友人で、実際に小さく（147cm）、教育実習先の生徒たちによく「からかわれていた」という談話から来ている。初期設定である「プレせんせいのお時間」では、高校の数学教師であった。

### 2-A の生徒
北川理央（きたがわ りお）
声 - 山崎和佳奈
通称「北川」。みずがめ座。AB型。趣味はひみつ。成績はトップクラス。ルックスが良く、長身で抜群のスタイルを持つ。
男には興味が無く、かわいい女の子が大好きで、特にみかは一番のお気に入り。みかの色々な表情を見るのが好きで、そのために様々な作戦を仕掛ける。本人曰く「自分には無いモノを持っているから」という理由でみかのことが好きであるらしく、みかに対してのペット的な愛着も見え隠れする。
進学先は東大理Iで、みかがよく行く駅ビル内の本屋でアルバイトをしている。
渡部と利害が一致することが多く、仲が良い。ラジオ版では策を仕掛けて、毎度みかの貞操を狙っているらしい。そして、みかを他人に取られそうになると性格が豹変する。
みかの顔が丸いせいか、丸いものが大好きになっている。
工藤雄一（くどう ゆういち）
声 - うえだゆうじ
通称「工藤」。てんびん座。AB型。趣味はセクシャルバイオレット。容姿は美青年であるが、ホモ・ゲイであるがため男にしか興味を示さない。
成績は優秀なものの、高校の入学試験の時に末武に一目惚れしてしまい、試験に集中できずにギリギリで合格した。
日本文学が大好きで、特に三島由紀夫の『仮面の告白』を愛読している。他にも稲垣足穂や福永武彦などの作家も好きである。
想像力が豊かなためか自分の発言や末武の発言を曲解して興奮した挙句、鼻血を出したり、股間を膨らませるなどの変態的奇行も目立つ。
とにかく末武のことが大好きだが、後一歩のところでその想いを伝えることができない。バレンタインデーには末武にチョコを匿名であげたり自分で食べているのを見せ付けたりした他、陰茎を暗示するようなエクレアを送るといったセクハラ染みた事をしている。
そのため、とにかく工藤が出てくる話では下ネタが多い。逆に話題が下ネタになるとどこからともなく工藤が絡んできたりもする。
怖がっているフリをして末武にくっつくために、末武には高所恐怖症とウソをついている。
将来の夢は「男性専門整形外科医」である。
進学先は末武と同じ大学で、全手続を一人でやることで同寮生活から同棲生活へとスムーズに移管していった。
小林あかね（こばやし あかね）
声 - 川上とも子
通称「小林」。胸囲79.5cm。体重50kg台でやろうと思えば1日で40kg台になれるらしい。おひつじ座。O型。趣味はコギャル。自称「キングオブ女子高生」のため、流行物には目が無い。10巻で園芸部に入部（育てた野菜でのバーベキューやカレーに釣られた
自分で色々なアルバイトをやっているが、すぐにブランド物を買って散財してしまうほか、アルバイト中の失敗で給料を天引きされてしまうことが多い。ラジオ版ではバイトと称して、スパイ並の仕事もしている。現在はコンビニエンスストアで働いている。
何かイベントがあるとダイエットを始めるが、あまりにも短絡的なダイエットのためにほぼ失敗し、ブラジャーのカップサイズが下がったり体重が微増したりしている。
授業中には眠っていることが多く、成績の方はあまり良くなく赤点補講も何度か出席している。通知表は末武よりも悪く10段階評定で「2」を取ることが多いが、「一穴主義」のため勉強をすれば点はとれる。その代わり勉強しなかった他の教科はボロボロになる。
性格はマメでバレンタインデーには義理チョコを配ったり、修学旅行の自由行動計画を綿密に立てたりする。また渡部の同人誌活動の手伝いをやらされることが多く、腕前もそこそこまで成長している。
最近ではコギャルらしい面はほとんど見受けられなくなったが、とっつきやすい性格なためか登場頻度が群を抜いて多い。
また、無知が高じておかしなツッコミを入れ、富永に更に突っ込まれることが多くなってきた。
担任の鈴木みかが「ダークみか」という別人格を持つのと同様、「ダーク小林」という別人格を持つ。
将来の夢は長らく決まっていなかったが、関の婦人警官の衣装を着たいという発言で、婦人警官になりたかった昔の夢を実現するために猛勉強を決意した。
進学先は専門学校であり、将来は警察学校を受験する予定。
末武健太（すえたけ けんた）
声 - 山口勝平
通称「末武」。体重は60kgまではいかない。しし座。B型。趣味はスポーツ。サッカー部所属。男3人兄弟の末っ子。
勉強の成績はかなり悪く赤点を取ることもしばしばあるが、体育だけは10段階評価の10でありあらゆるスポーツをこなす運動神経の持ち主である。
性格は非常に純粋で工藤に狙われていることさえ気づいてはいない。小学生のような言動も多く、故に男性器や汚物などをキャラクター化させたり、うんこやちんこなどの単語が出てくると大爆笑したりする。また見たこと感じたことをストレートに発言するために人を傷つけてしまうこともあるが、本人の無邪気な性格のせいか、遺恨が残ることはないようである。
進学先は工藤と同じ大学だが、寮生活が結構不便なため、近いうちに工藤と同棲生活を始める計画を明かしているが本人に自覚は無い。
アニメ版ではマヨネーズが大好きなマヨラーだとされ単行本第5巻にもエピソードある。ラジオ版では、眼鏡を外した静（委員長）に一目惚れしているが、それが静本人だとは気が付いていない。
関譲治（せき じょうじ）
声 - 子安武人（ラジオ版）、谷山紀章（アニメ版、特典CDのMOMO版、ごーるでん版）
通称「関」。名前は、親が海外でも通用するようにと「ジョージ」 (George)と名づけたものである。身長175cm。体重60kg。いて座。O型。趣味は自分。
連載当初はロッカーを目指す男子生徒として登場し、髪型もロングでカチューシャをつけたりしていたが、登場時にみかに注意され、髪を切ることを拒否したところガムテープを髪の毛にべったり貼られてしまい、仕方なく切ることになる。その後、伸ばすことは無くなった。女装が好きになったのは原作などでは体育祭の応援団でチアガール姿で応援をしたものの、誰にも注目されずに終わってしまった経験をして、ラジオ版では文化祭のオカマ漫画喫茶がきっかけ。
女装は好きだがホモではないので女の子が好きだが、それ以上に自分自身が大好きである。女装好きが高じて裁縫や生け花などの才能が目覚しく進歩を遂げ、自分で浴衣を作ったり学園祭の劇のための衣装を担当したりするようになり、連載当初のロッカーの面影は無くなっていった。みかや小林よりよほど女性らしくなり、男の格好をすると逆に珍しがられてしまっている。校外でも女装しており、女装仲間が他校にも存在する。卒業式には男の恰好をして出席したが、本人曰く「もうズボンを穿く事は無いから」。
超がつくほどのドMであり、女性陣相手だと自ら率先して罰を受けたがったり罵られようとしたりするなどして冷ややかな目で見られることが多くなった。一方でホラーが苦手。
卒業後は服飾系の大学に進学し、女子大生ならぬ女装大生になった。化粧をすると完全に女である。
小林と同様、渡部の同人誌活動の手伝いをやらされることが多い。
富永美奈子（とみなが みなこ）
声 - 榎本温子（ラジオ版）、植田佳奈（アニメ版、特典CDのMOMO版、ごーるでん版）
通称「富永」。単行本第6巻以降では小林や関が「トミー」と呼んでいるが、巻頭紹介の公式通称は第5巻でみかたちが呼んだ「お嬢」とされている。おとめ座。A型。趣味は料理。料理クラブ所属。
裕福な家庭で育ったお嬢様で、海外旅行経験が多く英語が堪能。成績は優秀で、料理の腕前もプロ並。幼い頃にはモダンバレエやピアノを習っていた。
容姿端麗であるが、喜怒哀楽を表情に出すことはめったに無い。また、何事にも厳しい性格で、かつかなりの毒舌家でもある。また、グロテスクなモノを好み、ヒトデやアメフラシなどの海洋生物やスプラッター映画が好きである。さらには絶叫マシンや高いところやホラーなど怖いもの全般が好きであり、そういった場面では一変して満面の笑みに満ち溢れる。料理の一番好きな工程は鮮魚さばきで、その際には恍惚の表情になる。関とは逆にドSな印象を受けるが、本人にそのつもりはないようである。
進学先は医学部で、婦人警官を目指す小林に勉強を教えながら医者を目指すなど多忙な日々を過ごしているが、本人は満足している。
中村元（なかむら げん）
声 - 岩田光央
通称「おやじ」。おうし座。O型。趣味はギャンブル、特にオートレースと読書、特にサイエンス・フィクション。現在はカメラが趣味。性格は温厚だが、あだ名の通りとても高校生には見えないほどのオヤジの貫禄があり、ヒゲが濃かったり下腹部がギャランドゥであったりなどオヤジキャラ化しているが、その愛称の由来は末武によれば「小学生の頃からムケムケで尊敬の意を込めた」ことからとされている。
みかと並ぶとさながら父と子のようである。
手先が器用で、オリジナルのアクセサリーや肩たたき器のようなモノも手作りする。また面倒見が非常によく、姪っ子もなついたり、短期留学生であるアンソニーの受け入れ先とされている。そのためか密かに女子生徒の間でも人気者で、修学旅行では多くの女子生徒から記念写真をせがまれていた。
最近ではカメラが趣味になり、写真を撮る場面では活躍するが、「色っぽいみか」など無理なものを撮ろうとするとなぜかカメラが故障する。
舞妓さんに扮した関を本当の舞妓さんと勘違いして以来、女装に磨きがかかってきた関にときめいてしまい、自分を落ち着かせることが増えてきた。
10歳年上の姉がいるが、現在は他家に嫁いでおり同居はしていない。たまに担任であるみか以上に年老いているかのような重みのある言葉を投げかけたりもする。
進学先は写真学科で、将来はプロのカメラマンを目指す予定。
ラジオ版で皆と遊びに行ったヒーローショーでみかの父親と勘違いされた。名前については単行本第6巻のキャラ紹介において「Gen Nakamura」と記載されている。彼の実家は何をしているかは不明だが、かなりのお金持ちであり、ラジオ版ではかなりヤバイ仕事をしている模様。
委員長（いいんちょう）
声 - 大谷育江
本名「流静」。さそり座。O型。真面目な性格であり、成績は優秀、メガネに三つ編みという優等生風に描かれているが、実はとてもミーハーな一面もあり、特にアイドル「スニャンプ」のコロちゃん（後述）の大ファンである。逆に大ファンであるため、主に関の発する「コロちゃんに似ている」とか「コロちゃんに似ている人いるよ」といった発言はファンの目からすれば本人と違うとして嫌っている。その筋金の入り様は、渡部が描いたコロちゃんの周囲から絶賛されるほどの出来の似顔絵にも満足しないほど。また怒った時は静かに怒りを表し、笑顔で足を踏みつけたり1週間無視し続けたりなどもする。…という性格であったが、初期以降はそのようなエピソードは全くと言っていいほど無くなってしまい、数年ぶりにコロちゃんがらみの話題になったときには「忘れかけてた設定」とまで言われている。
罰ゲームを与えるのが好きであり、勝負事も罰があると燃える性格。
目が悪いようでメガネもちゃんとした度が入ったものであるが、ずっとかけているためにメガネ跡も残っている。なお、連載当初は名前が無く、ラジオドラマ内での公募で決まった「流静」という本名も委員長というニックネームが定着しすぎているためにほとんど出てこず、さらに自分自身で委員長と言うことが多いく卒業式の答辞の際も間違って委員長と言ってしまった。
原作ではよくおやじと一緒にいるため、色々と噂を囁かれているが、本人達は自覚がない模様。
進学先は法学部で、現在は三つ編みをほどいている。
最近ではその清楚なキャラからは想像もつかない度肝を抜くような下ネタを無意識のうちに言ってしまい、周りが騒然とすることがたまにある。
渡部匠（わたべ たくみ）
声 - 岡野浩介
通称「渡部」。やぎ座。A型。漫画部所属、当初は部員が自分しかいなかったために一応部長である。趣味は漫画、特技も漫画だが風景画や人物画（似顔絵）も得意で、自称「写生の天才」。
テストの時間中はテスト用紙の裏側を使ってイラストを描くなど、技術向上にも余念がない。同人誌活動が大好きで、そのためになら3日3晩徹夜することもある。最初の頃は作品が全く売れていなかったが、巨匠になる予定。漫画のアイディアは追い詰められないと浮かばないようだが、突然思い浮かぶと学校をサボってまで描きに帰ってしまう。
徹夜でマンガを描くためかイベントなどの際には後から遅れてくることが多い。
基本的に男は描かないが、一度体育祭の看板に描いている。だが、どこかしら魅力がないらしい。理由は本人曰く「男（を描くこと）は苦手だ」。
部活の後輩でもある中山から少しズレた猛烈なアタックを受けていて、本人もまんざらではない様子。
また、イラストのポージングなどは自分がポーズをとって中山に写真で撮ってもらっている。その際、かなり色白かつ華奢な体型であることが判明し、小林曰く萌え体系。
進学先は不明だが、どうにか補欠合格はした模様。
なお、執筆活動はアナログからデジタルに移行した。
自身のサークル名は自分の匠に掛けた「渡部工房」から自分とアンソニーに掛けた「渡部庵」に変わった。
アンソニー・M・チェンバレン（Anthony M.Chamberlain）
声 - 森久保祥太郎
アニメではDVD版のご〜るどで登場。TV放送での登場は無し。
興津高校2年A組にアメリカから留学してきた男子学生。日本文化、特にサブカルチャー（アニメやコスプレ）に興味を持っており、憧れの同人作家である渡部を尊敬している。
日本語は流暢だが変に言葉を間違えたり、時折寒いジョークを飛ばし、何ともいえない空気にさせてしまうことがある。
同人や漫画文化への知識は多いが、自身は未熟であると考たえており、"OTAKU" となるべく精進を続けている。そのため"OTAKU"については普段は甘い態度を取りがちのでのスーザンに対しても厳しくなる。対象はウサギの耳が頭に生えた「うさみみ」。関と同じく女の子好きであるが、専ら萌え的な意味である。特に年上の女性や百合を好む傾向にあり、松本先生に憧れている。
中村の家にホームステイしている。単行本5巻の巻頭ではアンソニー妹とされていた実妹であるスーザンも後に登場する。
現在はアメリカに戻り、ネットで渡部達のデジタルアシスタントとして活動を共にしている。
遠藤くりこ（えんどうくりこ）
第1巻からフルネームでマンガに登場し、みかに名前まで呼ばれたことのあるキャラだが、1回名前を呼ばれたきり第8巻に至るまで登場していなかった。予備校の夏季講習に参加していたため、夏休み明けのテストは飛躍的に点数が伸びたらしい。
進学先は声優の専門校。

### みかの同僚
松本リンダ（まつもと リンダ）
声 - 渡辺久美子
通称「松本先生」。ふたご座。B型。職業は興津高校の養護教諭。年齢は27歳で既婚。趣味は白衣と薬物。みかと同じ年齢だが、みかと違いとても大人の雰囲気を持つ女性。スタイルがよくナイスバディであるが、は血筋によるもので一族の中では小さい方らしい。
みかが着任当初からみかの面倒を見てくれていて、プライベートでも旅行に行ったりなど公私ともども仲が良い。保健室でみかとおしゃべりをすることが多い。
最近は賃貸のワンルームで生活し続けるか、思い切ってマンションを買うか悩んでいる。理想の男性像は高身長で高収入、高学歴に加えて虫歯1本ない健康な人と比較的高い理想を持っている。彼氏ができたときはいつも態度に表れ、みかに指摘されることもある。
『まんがライフMOMO』2006年12月号で結婚を表明し、翌年7月号で挙式した。夫の職業はアナウンサー。
新川（あらかわ）
声 - 羽多野渉
通称「新川先生」。職業は興津高校の数学科教師。年齢はみかより年下。学校内で尿道結石で倒れて救急車で運ばれた経験もある。
工藤に「先生タイプだし」と言われて、神経性胃炎にも悩まされる。お酒を飲むと数学の授業を始めるらしく、みかが泣いて嫌がっていたらしい。他には毒舌をふるい、松本先生に「意外と黒いんですねぇ」と言われたこともある。かなり気を遣う性格らしい。松本先生に気があったらしく、結婚式では寂しそうな表情を浮かべていた。その後は松本先生への想いを断ち切ろうするものの一向に果たせないでいる。
堀鳩子（ほり はとこ）
声 - 野中藍
通称「堀先生」。興津高校に教育実習生としてやってきた大学生。担当科目は生物で漫画部の顧問にもなった。
アニメ版では末武と親戚同士という設定になっている。また、アニメ版ではみかは「教育指導官である」とされるが、漫画版では「教育指導官じゃないのに」とされている。
野田（のだ）
職業は興津高校の体育科教師。上腕二頭筋が素晴らしいらしい。
アニメ版では登場無し。
真銅（しんどう）
職業は興津高校の産休代用職員。担当科目は体育科。広背筋が良いらしい。みかのことを生徒だと勘違いし自己紹介していた。
アニメ版では登場無し。
高橋（たかはし）
通称「リカティ」。職業は興津高校の理科教師。理科の先生（ティーチャー）だからリカティと呼ばれている。
アニメ版では登場無し。
藤岡（ふじおか）
声 - 石野竜三
通称「藤岡先生」。2年生次の学年主任で、原作では名前のみ登場。

### 部活動の生徒
中山千夏（なかやま ちなつ）
声 - 清水香里
おうし座。B型。趣味は漫画。漫画部所属。生徒の主要キャラクターの中で唯一の1年生。
「漫画命」の女子生徒で渡部に尊敬と恋心を寄せており、渡部が過去に書いた同人誌は全て持っている。渡部や漫画に対しての感情表現は非常に豊かでアイディアは溢れるほど出てくるが、絵心は全くと言っていいほど無い。
常に渡部と行動を共にすることから他の2-Aの生徒とも仲が良くなり、クリスマスパーティーなどにもお呼ばれされている。可愛らしく天然キャラのためか、コスプレをしただけで絵が下手な同人誌が渡部よりも売れてしまった。渡部の家にも行ったことがある。
渡部のことが好きではあるが、「渡部の漫画」が好きとも言える微妙な距離感であり、恋愛にまでは至っていないと思われたが、渡部の合格祈願で好きなもの断ちをし、姿を見せなくなったことで「渡部が好き」という事が判明する。
小林に渡部とのことをからかわれると真っ赤になってしまう。
『まんがライフMOMO』の別冊付録としてかたぎりわかな作画により中山千夏が執筆したという設定の漫画が2回添付されたことがある。
自分で自分を呼ぶ時の一人称は「中山」。周りからは「中山ちゃん」、ラジオ版ではさらに「ボンクラちゃん」、関からは「ボンクラガール」というあだ名で呼ばれる事が多い。
渡部が卒業した後、漫研の部長に就任し、部員はスーザンが参加する事を明かしている。
ラジオ版では話が進むにつれてどんどん常識外れなキャラクターになっていった。
バレーボール部の生徒たち
みかが顧問をやっているバレーボール部の生徒たち。コーチは別にいるため、顧問と言っても指導はしない。部員はギリギリの6名しかいない。
キャプテンのキョロはちびっ子だがジャンプ力がある。他にたねっち先輩、ロリ声アニメ声のヤーマダ、双子のヨーコ・ユーコ、Mと思われるポエミーがいる。
アニメ版では登場無し。

### みかの家族
みかの父
声 - 梅津秀行（ラジオ版）、宗矢樹頼（アニメ版）
本名不明。娘に甘く、娘に手作り弁当を持たせたり車で送り迎えをしたりと結構まめな性格で車が壊れて送迎ができなかった時は娘以上にショックを受けていた。
面倒臭がって手を抜いた挙句窮地に陥るみかを的確にサポートすることもある。ラジオ版において漫画版では別な人物が存在するが実は興津高校の在宅校長である事が判明。
親ばかでみかに男ができることを心配していたが、いつまでたっても色恋沙汰ひとつ出ないみかに最近ではさすがに焦ってきていた模様。
みかと違い体は柔らかい方である。
みかの母
声 - 一城みゆ希
本名不明。父とは逆に娘に厳しい。遅刻しそうな娘をわざと起こさなかったりと何かとみかに対してはいじわるである。
父とは逆に早く男を作って結婚しろと言っていたが、最近ではもはやどうでも良くなってきてしまった。
ゴキブリなどが苦手である。また父同様にみかと違い、体は柔らかい。
若い頃はかなりのグラマラスな美人であり、いじわるな性格は変わっていないが今よりややドライな印象を受ける。

### その他のキャラクター
スーザン
アンソニーの実妹で、夏休みを利用して来日した14歳。
アンソニーと同じく日本文化、特にアニメやコスプレなどのサブカルチャーに興味を持っており、名刺にコスプレ写真を掲載するほどである。
日本語のレベルは平仮名だけならば読める程度で会話のレベルはアンソニーよりも劣り、少し片言である。アンソニーに頼みごとがある場合は「オニイチャン」などのいわゆる萌え言葉を使用したりする。
当初は普通のオタクであったが、いつの間にか更に発展し腐女子となっていた。
以降、おやじと関のカップリングを好んでいる。なお、おやじは「受け」であるらしい。
最終的に興津に入学した模様。
アニメ版では登場無し。
めい
中村元（おやじ）の姪っ子（彼の10歳年上の実姉の娘）で小学校3年生。
昔は「おじちゃん（=おやじ）のお嫁さんになりたい」と思っていたが、今は同じクラスの白根君と付き合っている。
毎年中村にバレンタインチョコをプレゼントしている。性格は彼に似ていて、優しくフォローしてくれる。
アニメ版では登場無し。
スニャンプ
声 - 柿原徹也（コロちゃん役）
アイドルグループの名前でメンバーにはコロちゃんやタクヤンがいる。流静（委員長）はコロちゃんの大ファンである。

## 興津高校
当初の設定では校則に厳しい学校であったが、いつの間にか自由な校風とされている。おやじがすぐに自分で戻したために他の人は全く気づかれず脱色したとされているので、ある程度の髪色は許される校風のようである。制服は青色のブレザーで男子はネクタイ、女子はリボンを着けている。なお女子の体操着はブルマー。女子生徒の校内平均身長は全国の平均身長とほぼ同じ159cm。一部男子（関譲治）に関しては既に黙認されている状況だったが、最後の文化祭以降、女装男子が爆発的に増えてしまった。

### 興津高校の校則
- スカートの丈はひざ上10cm以上短くしてはいけない。
- 髪は肩にかかる時は切るか結ぶことで関は登場時伸ばしていたが、みかの強引な方法で切ることになり、それ以来肩にかかる程度にしか伸ばしていない。
- 恐らく、これ以外にも校則は存在すると思われるが、原作・ラジオ・アニメのどれにも紹介はされていない。

### 主な学校行事
- 入学式
- 身体測定
- 体力測定
- 春の遠足
- 球技大会
- テーブルマナー講習
- 合唱祭
- 林間学校（夏休み期間中）
- 水泳大会
- 写生会
- 体育祭
- 芸術鑑賞教室
- 文化祭（途中から、第××回文化祭を興津祭に改名）
- 校内百人一首大会
- マラソン大会
- 卒業式

### 2年A組の文化祭の出し物
- お化け屋敷
- 女装マンガ喫茶
- コスプレバザー
- 縁日
- 演劇白雪姫
- おにぎり屋
- みかフェ（丸顔であるみかをイメージしたカフェで、主にロールサンドを出している）
- 中村屋（おやじ（中村元）をダジャレにして「おちゃ」、彼の苗字である中村から取った茶店）

### 白雪姫の配役
配役やスタッフは公平にくじ引きで決定した。そのため、本来は女である白雪姫までも男の工藤が担当することになった。
- 白雪姫：工藤
- 王子様：末武
- 妃（魔女）：関
- 魔法の鏡の声：北川
- お母さん：女子生徒A
- 美術：小林
- 音響：中村（おやじ）
- 衣装：関
- 照明：女子生徒B

### 興津伝説
TVアニメ版第12話に登場する学校の怪談のような噂話。興津高校委員長会議で十分注意するように喚起された。興津高校創立以来「開かずのトイレ」とされた場所に赤い文字でメッセージが書かれていて、大きな災いが起きるとされていたが、実際には、くだらないオチで終わった。

## みかの部活動顧問履歴
みかは当初新米教師であるためか、部活動への参加はしていなかったが長期休暇などで臨時の顧問を頼まれることが多く、色々な部活動へ顔を出している。
漫画版
- バレーボール部（GW期間臨時。1巻）
- バスケットボール部（GW期間臨時。2巻）
- 漫画部（GW期間顧問代理。3巻）
- 料理クラブ（GW期間顧問代理。3巻）
- バレーボール部（正顧問。6巻）

アニメ版
全て第12話分
- サッカー部
- 漫画研究会
- 料理クラブ

## 書誌情報
原作は全て竹書房より発行。2013年6月号にて連載終了、単行本は全12巻。

### 連載誌
- まんがライフオリジナル
- まんがライフMOMO 2013年6月号にて連載終了

### 単行本
1. 1999年3月27日発売 ISBN 4-8124-5284-8
2. 2000年8月7日発売 ISBN 4-8124-5421-2
3. 2001年11月7日発売 ISBN 4-8124-5569-3
4. 2003年7月7日発売 ISBN 4-8124-5822-6
5. 【通常版】2004年5月15日発売 ISBN 4-8124-5955-9
【特装版】[2]2004年5月15日発売 ISBN 4-8124-5956-7
6. 2005年10月27日発売 ISBN 4-8124-6292-4
7. 2008年5月27日発売 ISBN 978-4-8124-6832-6
8. 2008年11月27日発売 ISBN 978-4-8124-7008-4
9. 2009年12月26日発売 ISBN 978-4-8124-7212-5
10. 2011年12月27日発売 ISBN 978-4-8124-7725-0
11. 2012年10月27日発売 ISBN 978-4-8124-8022-9
12. 【通常版】2013年7月26日発売 ISBN 978-4-8124-8358-9
【特装版】[3]2013年7月26日発売 ISBN 978-4-8124-8359-6

## メディアミックス

### TVアニメ版
TVアニメ版はテレビ東京系列で放送され、DVDとしてスターチャイルドより発売された。サブタイトルは「DOKI DOKI SCHOOL HOURS」。またDVDには、TV未放送で原作漫画にも描かれていない内容で、ラジオ版CDドラマ同様にオリジナル色の強い『せんせいのお時間 ご〜るど』が各巻に付き1話収録されている。DVDソフトは全7巻。TVアニメ版ドラマCDは全2巻。

#### スタッフ
TVアニメ版・DVDアニメご〜るど版共通。
- 原作 - ももせたまみ
- 監督 - 岩崎良明
- シリーズ構成 - 白根秀樹
- キャラクターデザイン - 中原清隆
- 美術監督 - 廣瀬義憲
- 色彩設定 - 児玉尚子
- 撮影監督 - 松田成志
- 編集 - 瀬山武司
- 音響監督 - 渡辺淳
- 音楽 - 平野義久
- プロデューサー - 伊藤明博、遊佐和彦、小川智弘、松倉友二
- アニメーション制作協力 - スタジオマトリックス
- アニメーション制作 - J.C.STAFF
- 製作 - せんせいのお時間製作委員会

#### 主題歌
TVアニメ版
オープニングテーマ「教えてあげる」
作詞 - TAPIKO / 作曲 - POM / 編曲 - can/goo、時乗浩一郎 / 歌 - can/goo
エンディングテーマ「ふられ気分でRock'n' Roll」
作詞、作曲 - TOM / 編曲 - 光宗信吉 / 歌 - DROPS
TOM★CATの曲のカバー。
DVDアニメご〜るど版
オープニングテーマ「渋滞のラブ・アフェア」
作詞 - MARIA / 作曲 - 山田正人 / 編曲 - D.R.Y / 歌 - DROPS
エンディングテーマ「愛のチカラ」
作詞 - MARIA / 作曲 - 山田正人 / 編曲 - D.R.Y / 歌 - 和田琢磨

#### 各話リスト
| 話数                | サブタイトル                                               | 脚本         | 絵コンテ       | 演出           | 作画監督        |
| TVアニメ版          | TVアニメ版                                                 | TVアニメ版   | TVアニメ版     | TVアニメ版     | TVアニメ版      |
| ------------------- | ---------------------------------------------------------- | ------------ | -------------- | -------------- | --------------- |
| 1                   | 興津高校2A登場の巻                                         | 白根秀樹     | 岩崎良明       | 成田歳法       | 中原清隆        |
| 2                   | 測って投げて打っての巻                                     | 白根秀樹     | 岩崎良明       | 畠山茂樹       | 飯飼一幸        |
| 3                   | 水着で試験 ポロリもあるよの巻                              | 木村暢       | 大和直道       | 大和直道       | 昆富美子        |
| 4                   | みか先生の夏物語の巻                                       | ときたひろこ | 水草一馬       | 雄谷将仁       | 村上勉          |
| 5                   | 夏過ぎて、藝術の秋の巻                                     | 鈴木雅詞     | 大西景介       | 大西景介       | 飯飼一幸        |
| 6                   | 文化祭は文化の祭の巻                                       | 白根秀樹     | 成田歳法       | 成田歳法       | 原由美子        |
| 7                   | サンタギャル 振袖羽根突き お年玉の巻                       | 木村暢       | ヤマトナオミチ | ヤマトナオミチ | 飯飼一幸        |
| 8                   | 冬来たりなば春遠からじ?の巻                                | ときたひろこ | 佐藤昌文       | 佐藤昌文       | 昆富美子        |
| 9                   | 涙、涙の卒業式の巻                                         | 鈴木雅詞     | 一分寸僚安     | 雄谷将仁       | 村上勉          |
| 10                  | 興津-京都生徒失踪事件! 〜愛憎渦巻く古都の旅の巻            | 白根秀樹     | ヤマトナオミチ | ヤマトナオミチ | 飯飼一幸        |
| 11                  | 雨のち晴れ、ところにより教育実習の巻                       | 木村暢       | 箕ノ口克己     | 箕ノ口克己     | 宇都木勇 武内啓 |
| 12                  | 恐怖体験、真夏の課外活動! の巻                             | 鈴木雅詞     | 佐藤昌文       | 佐藤昌文       | 飯飼一幸        |
| 13                  | 夏・湘南・さよならは言わないでの巻                         | 白根秀樹     | 福島十三       | 福島十三       | 原由美子        |
| DVDアニメご〜るど版 |                                                            |              |                |                |                 |
| 1                   | 留学生と興津暗黒街の巻                                     | 白根秀樹     | 小島多美子     | 奥村よしあき   | 武内啓          |
| 2                   | 体育祭スペシャル! の巻                                     | ときたひろこ | 大槻敦史       | 大槻敦史       | 昆富美子        |
| 3                   | 大家族と幻のとんこつラーメンの巻、みか姉ちゃんの家出? の巻 | 伊藤美智子   | 畠山茂樹       | 畠山茂樹       | 飯飼一幸        |
| 4                   | 妖怪バスター エカテリーナ流 またの名を委員長の巻           | 木村暢       | 眉月裕         | 雄谷将仁       | 村上勉          |
| 5                   | せんせい版 SF 魔法時代劇 〜 興津ミレニアム・バトル! の巻   | 白根秀樹     | 佐藤昌文       | 畠山茂樹       | 原由美子        |
| 6                   | 文化祭 大作戦!! の巻                                       | 鈴木雅詞     | ヤマトナオミチ | ヤマトナオミチ | 草刈大介        |
| 7                   | 小さき者、旅立ちの興津の巻                                 | 白根秀樹     | 岩崎良明       | 岩崎良明       | 中原清隆        |

#### DVDソフト
1. 第1巻（2004年8月4日発売） KIBA-1071
2. 第2巻（2004年9月1日発売） KIBA-1072
3. 第3巻（2004年10月6日発売） KIBA-1073
4. 第4巻（2004年11月3日発売） KIBA-1074
5. 第5巻（2004年12月1日発売） KIBA-1075
6. 第6巻（2005年1月13日発売） KIBA-1076
7. 第7巻（2005年2月2日発売） KIBA-1077

#### TVアニメ版ドラマCD
1. せんせいのお時間ドラマCD MOMO盤（2004年6月23日発売） KICA-645
2. せんせいのお時間ドラマCD2 ご〜るど盤（2004年8月25日発売） KICA-658

#### アルバム
1. せんせいのお時間 主題歌コレクション(2002年10月17日発売)
2. せんせいのお時間 SOUNDTRACKS（2004年7月22日発売） KICA-649
3. せんせいのお時間 すぺしゃる盤（2004年9月23日発売） KICA-659

#### 関連書籍
1. せんせいのお時間 TVアニメメモリアルブック（2004年7月31日発刊）竹書房 ISBN 4-8124-1762-7

### ラジオドラマ版
ラジオたんぱ（現・ラジオNIKKEI）で放送された番組『南央美のせんせいのお時間』内で放送されていた。TVアニメ版とは一部の声優が異なる。ラジオ版ドラマは原作である漫画版とは設定が一部異なるほか、学校以外の舞台で特殊なストーリー展開を進めることも多く、概してオリジナル色が強い。CDにはラジオ放送時には無かった未放送分も収録されており、全24巻。「17時間目」以降はCCCDフォーマットとなっている。

#### ラジオ版ドラマCD
1. 1時間目（1999年7月7日発売）
2. 2時間目（1999年8月4日発売）
3. 3時間目（1999年10月27日発売）
4. 4時間目（1999年11月25日発売）
5. 5時間目（2000年6月14日発売）
6. 6時間目（2000年7月12日発売）
7. 7時間目（2000年10月4日発売）
8. 8時間目（2000年11月8日発売）
9. 9時間目（2001年2月15日発売）
10. 10時間目（2001年3月7日発売）
11. 11時間目（2001年6月27日発売）
12. 12時間目（2001年7月25日発売）
13. 13時間目（2001年10月24日発売）
14. 14時間目（2001年12月12日発売）
15. 15時間目（2002年3月27日発売）
16. 16時間目（2002年5月15日発売）
17. 17時間目（2002年8月21日発売）
18. 18時間目（2002年9月26日発売）
19. 19時間目（2002年12月26日発売）
20. 20時間目（2003年1月29日発売）
21. 21時間目（2003年4月23日発売）
22. 22時間目（2003年5月28日発売）
23. 23時間目（2003年12月25日発売）
24. 24時間目（2004年2月11日発売）

### その他のグッズ
- 2003年版ももせたまみせんせいのお時間カレンダー
- せんせいのお時間オリジナルTシャツ（サイズS、M、L）